# Ganggrab von Iglsø

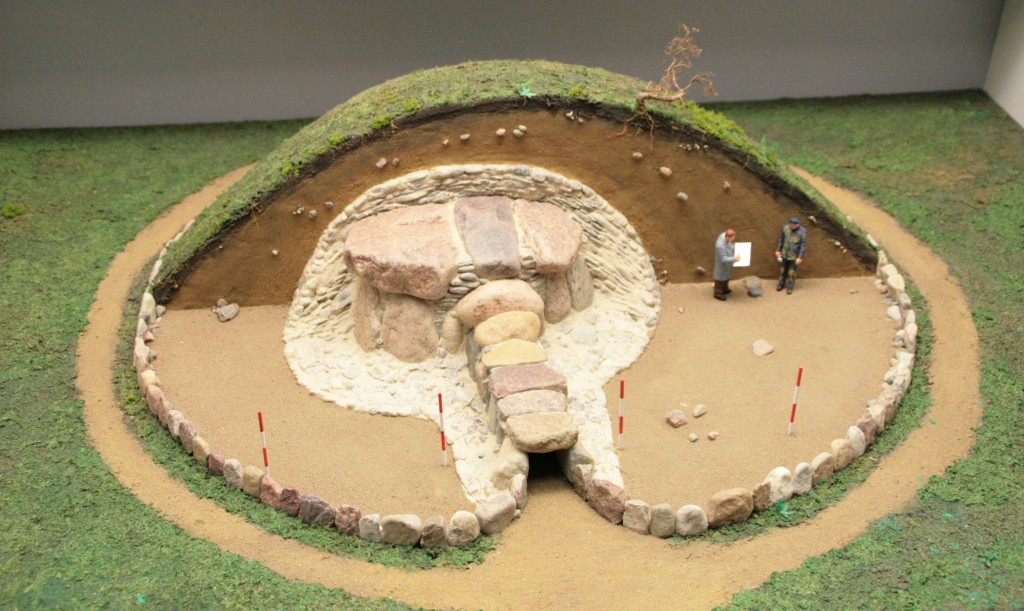
Ganggrabmodell

Das Ganggrab von Iglsø (auch Hvalshøje Jættestue genannt) liegt in einem Rundhügel bei Kjeldbjerg, südlich von Skive in Jütland in Dänemark. Iglsø ist eine Megalithanlage der Trichterbecherkultur (TBK) und stammt aus der Jungsteinzeit etwa 3500–2800 v. Chr. Das Ganggrab ist eine Bauform jungsteinzeitlicher Megalithanlagen, die aus einer Kammer und einem baulich abgesetzten, lateralen Gang besteht. Diese Form ist primär in Dänemark, Deutschland und Skandinavien, sowie vereinzelt in Frankreich und den Niederlanden zu finden.

## Beschreibung
Der etwa 5,0 m hohe zweiphasige Hügel hat etwa 25 m Durchmesser und birgt ein Ganggrab mit zwei getrennte Kammern (dänisch Dobbeltjættestue). Der innere Hügel besteht aus grobem Sand, der ein wenig über den oberen Rand der Decksteine reicht. Er wurde von einem Ring aus 0,6 bis 0,9 m hohen Randsteinen umgeben.
Die südliche Kammer ist oval, misst etwa 3,1 × 2,5 m und ist 1,3 m hoch. Sie besteht aus 12 Tragsteinen (drei pro Himmelsrichtung) und zwei Decksteinen. Der etwa 3,1 m lange, 0,6 bis 0,5 m breite und 0,7 m hohe Gang hat sechs Tragssteinpaare.
Die nördliche Kammer ist nahezu rund, misst etwa 3,0 × 2,75 m und ist 1,4 m hoch. Sie besteht aus 13 Tragsteinen und drei Decksteinen. Der etwa 4,7 m lange 0,6 m breite und 0,8 m hohe Gang hat 13 erhaltene Tragsteine und fünf Decksteine.
Das Trockenmauerwerk zwischen und über den Tragsteinen der Kammern wurde entfernt. Der Boden bestand aus einem Pflaster. Eine Verschlussplatte und ein Schwellenstein wurden im Gang gefunden.

## Funde
1 Schlagstein, Abschläge, Bernsteinperlen, Fragmente von Feuersteinbeilen (Lindø / Valby-Typ), zerscherbte Tontöpfe (Typ I A 3), 1 Bernsteinscheibe (Typ 2) (dänisch Rav- oder Solskive).
Vor der nördlichen Kammer wurden 11 durch Feuer versprödete Meißelfragmente gefunden. Bereits zuvor fand der Besitzer einen Feuersteindolch.